# مركز (كيمياء)

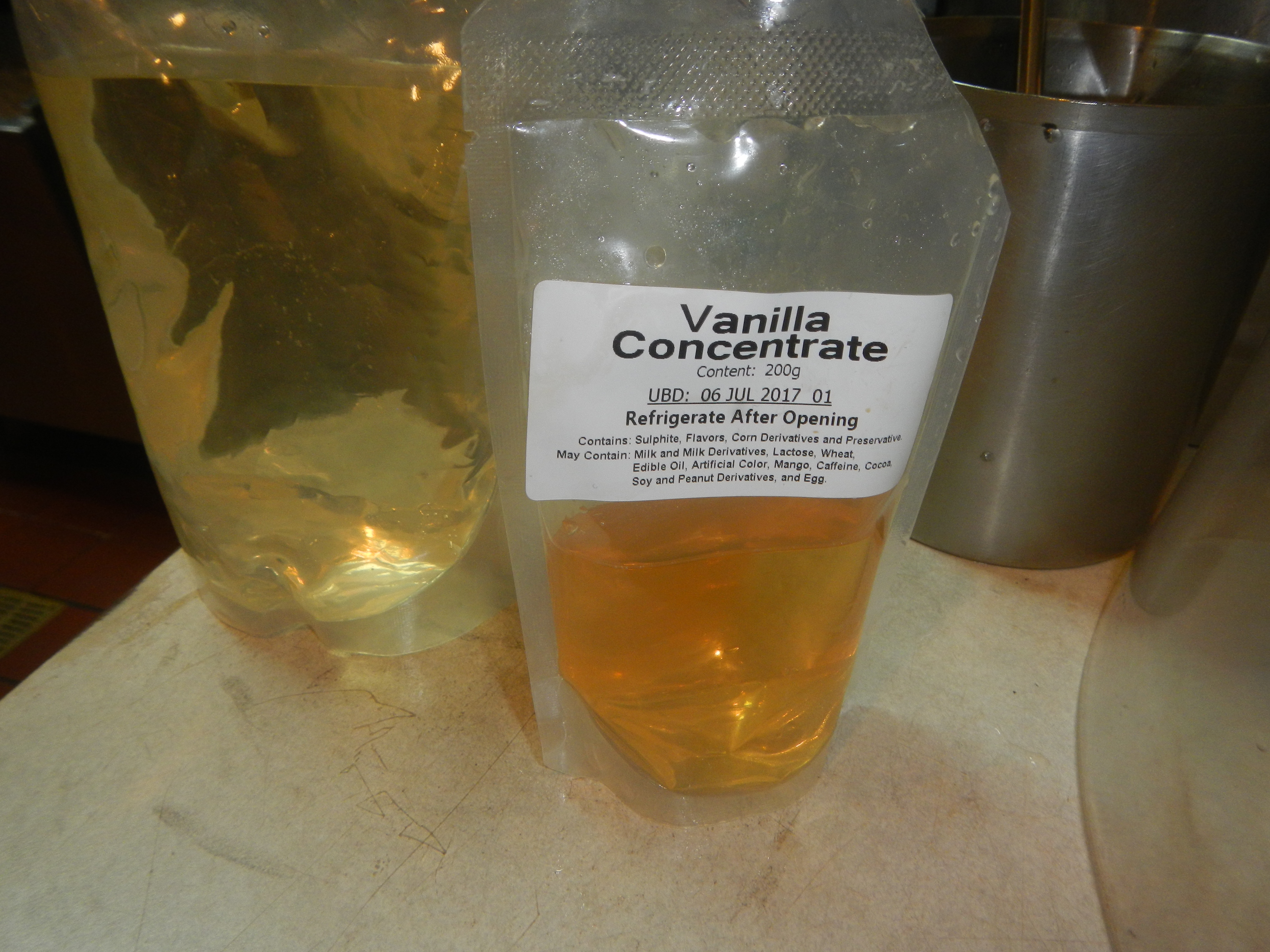

المُرَكَّز في علم الكيمياء هو حالة المادة عندما تكون نسبة المكون الأساسي منها أعلى بشكل كبير من نسبة المواد الأخرى الموجودة. على سبيل المثال يستحصل على المحاليل المركزة عند إزالة المذيب من الوسط أو التقليل من نسبته بشكل كبير.
من الأمثلة العملية على ذلك الحصول على مركز من عصير الفاكهة عند إزالة الماء منه؛ وهي عملية شائعة في عدة أنواع من العصائر مثل عصير البرتقال، والذي منحت براءة اختراع لتركيزه سنة 1948.